# Brissopsis pacifica
Brissopsis pacifica är en sjöborreart som först beskrevs av Alexander Emanuel Agassiz 1898.  Brissopsis pacifica ingår i släktet Brissopsis och familjen lyrsjöborrar. Inga underarter finns listade i Catalogue of Life.